# Союз визволення України
Сою́з ви́зволення Украї́ни (СВУ) — політична організація, утворена у Східній Галичині 4 серпня 1914 р., головною метою якої було проголошення самостійності та соборності України. За головне завдання ця організація ставила собі проголошення соборності та самостійності України та сприяння поразці Російської Імперії заради відродження незалежності Української держави. Переважно СВУ був створений політичними емігрантами з Наддніпрянської України. Його головою був відомий публіцист Дмитро Донцов.
Учасники СВУ вважали себе репрезентантами інтересів українців, що перебували під російським пануванням. Своєю метою СВУ проголосив боротьбу за самостійність України, використовуючи для цього війну Австро-Угорщини й Німеччини проти Росії. Майбутній устрій української держави мав бути заснованим як конституційна монархія з однопалатним парламентом. У політичній програмі «Наша платформа» офіційно заявлено про наступну позицію: «У Союзі репрезентовані всі ті політичні напрями, що стоять на становищі державної самостійності українського народу, а реалізацію своїх національно-політичних та економічних стремлінь в даний момент зв’язують з розбиттям Росії у війні… Вірячи в остаточну перемогу австро-угорської і німецької армій і в розбиття Росії, вірять українці і в те, що на руїнах Російської імперії, цієї тюрми народів, встане вільна самостійна Україна»
Більшість членів СВУ були наддніпрянськими соціалістами, що опинилися на австрійській території внаслідок репресій російського царату в період столипінської реакції. Діяльністю СВУ керувала президія у складі: Олександр Скоропис-Йолтуховський, Володимир Дорошенко, Андрій Жук, Маркіян Меленевський (на початку СВУ очолювали Дмитро Донцов і Микола Залізняк), якій допомагали галицькі і буковинські діячі різних ділянок (Степан та Роман Смаль-Стоцькі, Василь Сімович, Михайло Возняк, Богдан Лепкий, Михайло Лозинський, Лев Ганкевич, Іван Крип'якевич, Степан Рудницький та ін.). Осідком СВУ був недовгий час Львів, від серпня 1914 — Відень.
З австрійського боку СВУ опікувалося Міністерством зовнішніх справ, але з 1915 року справа дійшла до політичних розходжень і австрійське Міністерство обмежило фінансову допомогу СВУ, який відтоді зосередив свою діяльність більше на території Німеччини.
СВУ розгорнув широку інформативно-представницьку діяльність у центральних та нейтральних державах Європи, оскільки мав своїх представників у Німеччині (О. Скоропис-Йолтуховський), Туреччині (М. Меленевський), Болгарії і Румунії (Л. Ганкевич), Італії (О. Семенів), Швеції та Норвегії (О. Назарук), Швейцарії (П. Чикаленко). Значним дипломатичним успіхом СВУ була заява (XI. 1914) турецького міністра Талаат-Бея про потребу визволення України й запевнення про допомогу турецького уряду в здобутті самостійності України. СВУ співпрацював від самого початку з політичною організацією галицьких українців — Головною Українською Радою, а з травня 1915 р. — з Загальною Українською Радою у Відні, у якій мав своїх 3 делегатів (О. Скоропис-Йолтуховський, В. Дорошенко, М. Меленевський).

## Видавнича діяльність

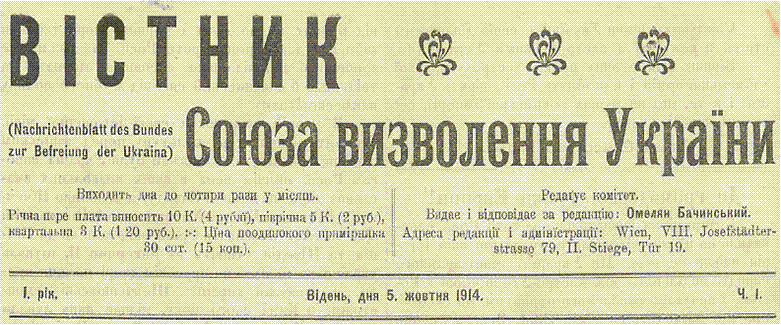
«Вістник Союза визволення України»

Видатною була видавнича діяльність СВУ. У Відні він видавав журнал «Вістник Союза визволення України» (ред. В. Дорошенко, А. Жук, М. Возняк) і тижневик «Ukrainische Nachrichten», у Лозанні «La Revue Ukrainienne»; СВУ видав бл. 50 книг і 30 брошур про Україну нім., франц., англ., італ., угор., тур., швед., рум., хорв., чес., болг. мовами та кілька більших праць: «Ukraina, Land und Volk» C. Рудницького, «Geschichte der Ukraine» М. Грушевського, «Півтораста літ української політичної думки» і «Українство в Росії» В. Дорошенка, «Галичина в житті України» М. Лозинського, «Національне відродження австро-угорських українців» В. Гнатюка, «Українське Військо» І. Крип'якевича, «Українські Січові Стрільці» В. Темницького та ін.
При допомозі українців — культурних діячів з Галичини й Буковини (зокрема православних священиків), СВУ вів з дозволу німецької і австро-угорської військової влади широку організаційну допомогу, релігійну та культурно-виховну працю серед українців-полонених з російської армії в таборах в Австрії (у Фрайштадті), Угорщині (Дуна-Сердагель) і Німеччині (Раштаті, Зальцведелі і Вецлярі). Заходами СВУ українських полонених згуртовано в окремих таборах (бл. 50 000 полонених у Німеччині і 30 000 — в Австрії), організовано культурну і національно-виховну роботу: школи, бібліотеки, читальні, хори, оркестри, театри, курси української історії й літератури, кооперації, політекономії, німецької мови. Засновано українські газети: «Розсвіт» (Раштат), «Вільне Слово» (Зальцведель), «Громадська Думка» (Вецляр), «Розвага» (Фрайштадт), «Наш Голос» (Йозефштадт). У таборах заходами СВУ вийшла низка українських освітніх брошур. 1916 СВУ заснував у Львові бюро, яке організувало укр. приватне шкільництво на Волині, окупованій австро-угорським військом. Також заходами СВУ на весні 1917 група українських полонених вела культурно-народницьку діяльність на Підляшші, яке перебувало під німецькою окупацією; вони тут організували бл. 100 народних шкіл (бл. 5500 дітей), видавали тижневик «Рідне Слово» у Білій.
Автори видань доводили, що головним винуватцем війни й ворогом для українського народу є Росія. Основною ціллю Росії є завоювання Галичини й знищення всіх проявів українського національного руху, а не звільнення братніх слов’янських народів. У давні часи не існувало «одної русскої держави», а була лише держава Русь-Україна, яка розташовувалася на сучасних українських теренах. Богдан Хмельницький укладав договір із московським царем Олексієм Романовим як тимчасовий союз самостійних окремих держав на умовах протекторату, а не «підданства», «злуки» чи «повернення». Петро І спеціально використовував терміни «Россия» і «русский», які є грецькою формою слів «Русь» і «руський», щоби створити враження, ніби Росія і Русь це одне й те ж. Українці почали використовувати терміни «український» як і «руський», щоби відрізнити себе від росіян і запобігти плутанині зі словом «русский».
З вибухом революції в Росії 1917 СВУ оголосив «присвоєний мандат» не дійсним (15. 4. 1917) і обмежив діяльність опікою над полоненими й обороною українських територій, окупованих австро-німецьким військом, перед польськими претензіями. Заходами представників СВУ у 1917 з полонених українців були сформовані три українські дивізії: дві в Німеччині «Синьожупанників» під командуванням генерала В. Зелінського і одну в Австрії «Сірожупанників», які пізніше включилися в українську армію.
СВУ спершу був критикований частиною наддніпрянців з уваги на його співпрацю з Центральними державами, але «згодом діяльність СВУ здобувала собі все більше симпатій в Україні» (Д. Дорошенко). Натомість інформативно-видавнича діяльність та праця серед українських полонених знаходила визнання українського загалу. Вороже до СВУ ставилися кола Антанти, а серед російських емігрантів — більшовики, зокрема Ленін (Твори, т. 35, стор. 136). Також критикував діяльність СВУ журнал українських соціал-демократів «Боротьба», що виходив у Женеві за ред. Л. Юркевича.
СВУ формально ліквідовано 1 липня 1918 року.

## Деякі діячі СВУ
- Птиця Іван — організатор і режисер таборових театрів — у таборі полонених у Фрайштаті й у Чехо-Словаччині.
- Михайло Гаврило — засновником бібліотеки в Фрайштадтському таборі. Він був першим представником СВУ в таборі, читав лекції для полонених, головним чином з історії України, і, відповідно, був одним із перших організаторів культурно — освітньої роботи в ньому. Попит на книги в бібліотеці був досить значним. Великою популярністю серед читачів користувалася художня, історична, наукова, сільськогосподарська література. Найпопулярнішим був «Кобзар» Т. Шевченка.[джерело?]